# Isaac Kitts
Isaac Leonard Kitts (15 de janeiro de 1896 -  1 de abril de 1953) foi um adestrador estadunidense. 

## Carreira
Isaac Kitts representou seu país nos Jogos Olímpicos de 1932 e 1936, na qual conquistou a medalha de bronze no adestramento por equipes. 